# Снежница (приток Куржексы)
Снежница — река в Вытегорском районе Вологодской области России, правый приток Куржексы.
Берёт исток в безлюдной болотистой местности на территории Саминского сельского поселения, течёт преимущественно на запад и впадает в Куржексу в 7 км от её устья. Длина реки составляет 27 км, площадь водосборного бассейна — 70,2 км². Населённых пунктов на берегах нет.
Исток — Лавричевские озёра.

## Данные водного реестра
По данным государственного водного реестра России относится к Балтийскому бассейновому округу, водохозяйственный участок реки — Бассейн Онежского озера без рр. Шуя, Суна, Водла и Вытегра, речной подбассейн реки — Свирь (включая реки бассейна Онежского озера). Относится к речному бассейну реки Нева (включая бассейны рек Онежского и Ладожского озера).
Код объекта в государственном водном реестре — 01040100612102000017437.